# Why We Fight
Per què lluitem? (en anglès: Why we fight) és una sèrie de set documentals de propaganda encarregats pel govern dels Estats Units durant la Segona Guerra Mundial per demostrar als soldats nord-americans la raó de la participació d'aquest país en la guerra. Franl Capra va ser el cineasta que es va encarregar de dirigir-la. Poc després, també van ser mostrats a la població civil amb la finalitat de convèncer-los que havien de donar suport a la intervenció nord-americana en la guerra. La sèrie-documental propagandística fou realitzada de 1942 a 1945. Els set documentals duren entre 40 a 76 minuts i estan disponibles en DVD. També es poden veure a Internet.

## Desenvolupament i muntatge
La majoria de les pel·lícules van ser dirigides per Frank Capra, impressionat i influenciat per la pel·lícula de propaganda de Leni Riefenstahl El triomf de la voluntat, tasca testimonial i propagandística encomanada per Hitler, similar a la de Capra. La sèrie s'enfrontava a un difícil repte: convèncer a una nació, fins fa poc no intervencionista, de la necessitat d'involucrar-se en la guerra i estar aliats amb els soviètics, entre altres coses. Tranquil·litzar la població amb una dosi d'optimisme patriòtic. En moltes de les pel·lícules, Capra i altres directors van utilitzar preses de les pel·lícules de propaganda de l'Eix, imatges de propaganda que aquesta vegada servirien a la causa aliada.
Why We Fight va ser editada principalment per William Hornbeck i és un dels millors exemples de muntatge cinematogràfic fins avui, encara que a vegades es va escenificar —sota supervisió del Departament de Guerra— en cas que no hi haguessin imatges disponibles del que volien il·lustrar en el documental. En altres paraules, si el Departament de Guerra ho acceptava, s'incorporaven fragments de ficció en la sèrie documental. Les parts animades de les pel·lícules van ser produïdes pels estudis Disney. Un exemple en serien els mapes animats representant el suposat avanç progressiu de l'Eix.
Els documentals van ser narrats per l'actor Oscar Walter Huston, guanyador de l'Oscar. Aquesta narració, en la seva major part, està molt marcada per la retòrica nacionalista i racista que descriu als alemanys com a implacables soldats i als japonesos com a "bojos per la sang". Aquesta forma d'explicar les coses ha de ser entesa en el context d'un conflicte a escala mundial on estava en joc la supervivència de les societats democràtiques. D'altra banda, la sèrie plasmava el coratge i el sacrifici dels britànics, soviètics i xinesos. Resulta bastant realista amb els efectes de so i incorpora música simfònica com a fons per tal d'incrementar el dramatisme en algunes escenes. Així doncs, es fa evident el subjectivisme que intentaven camuflar donat que l'objectiu, no ho oblidem, era patriòtic, propagandístic i encoratjador.
Al final de cada pel·lícula, se cita el cap de l'estat major de l'exèrcit dels Estats Units de llavors, George Marshall, dient «la victòria de les democràcies només pot completar-se amb la derrota total de les maquinàries de guerra d'Alemanya i Japó». Després es mostra la Liberty Bell (en català denominada Campana de la Llibertat), sobre la qual se superposa la lletra "V" (de Victòria) en gran, a la pantalla, acompanyada de música patriòtica o militar. De nou el subjectivisme inevitable.

## Documentals de la sèrie

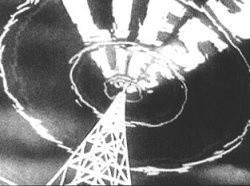
Prelude to War (en català Preludi de guerra) representant a la maquinària de propaganda nazi, feixista i japonesa.

1. Prelude to War (Preludi de guerra) (1942) (51:35): examina les diferències entre les democràcies i els estats feixistes i relata la conquesta japonesa de Manchuria i la conquesta italiana d'Etiòpia.
2. The Nazis Strike (Els nazis ataquen) (1943) (40:20): @tratar l'annexió d'Àustria i de les conquestes estratègiques de Txecoslovàquia i Polònia.
3. Divideix and Conquer (Dividir i conquistar) (1943) (56:00): sobre la campanya del Benelux i de la caiguda de França.
4. The Battle of Britain (La batalla d'Anglaterra) (1943) (51:30): sobre la victòria de la Royal Air Force contra la Luftwaffe.
5. The Battle of Russia (La batalla de Rússia) (1943) (76:07): mostra als russos defensant Rússia dels alemanys.
6. The Battle of Xina (La batalla de la Xina) (1944) (62:16): tracta sobre l'agressió japonesa en la massacre de Nanquín i els esforços xinesos per a la construcció de la carretera de Birmània i la batalla de Changsha.
7. War Comes to America (La guerra arriba als Estats Units) (1945) (64:20): mostra com les agressions de l'eix van fer canviar d'opinió dels nord-americans contra l'aïllacionisme.